# Чирок-свистунок
Чиро́к-свистуно́к (лат. Anas crecca) — водоплавающая птица из семейства утиных. Самая маленькая из речных уток, она считается обычной и одной из самых многочисленных в пределах границ своего обитания. Гнездится в северном и умеренном климате Евразии, в том числе почти на всей территории России (за исключением крайних северных районов Сибири). Кроме того, в некоторых изданиях обитающий в Северной Америке зеленокрылый чирок рассматривается в качестве подвида чирка-свистунка, однако окончательного консенсуса по разделению этих двух видов пока ещё не достигнуто. Почти везде перелётная птица, зимует к западу и югу от гнездового ареала: в Западной и Южной Европе, Африке, Южной и Юго-Восточной Азии. Питается животными и растительными кормами. Гнездится отдельными парами, в остальное время ведёт стайный образ жизни. Объект промысловой охоты.

## Описание

### Внешний вид
Мелкая речная утка, с короткой шеей и очень узкими заострёнными крыльями. Длина 34—38 см, размах крыльев 58—64 см, вес самцов 250—450 г, вес самок 200—400 г. Отличительная особенность этого вида — наиболее узкие и заострённые среди уток крылья. Благодаря этому птица взлетает почти вертикально, что позволяет ей уживаться на небольших и тенистых водоёмах, недоступных более крупным уткам. Полёт очень быстрый и бесшумный.

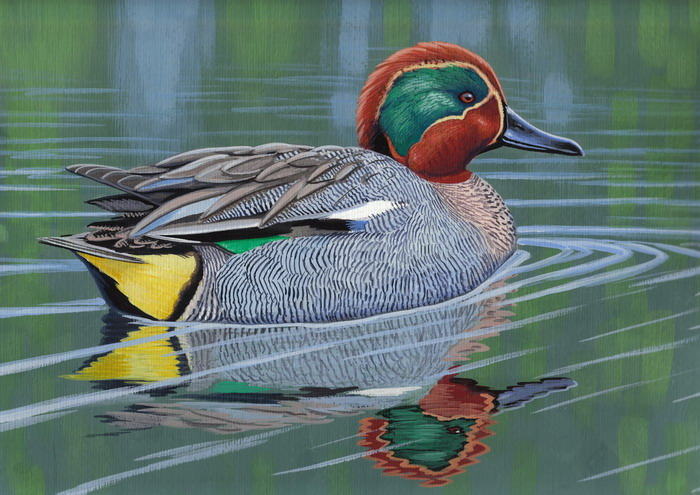
Самец в брачном наряде

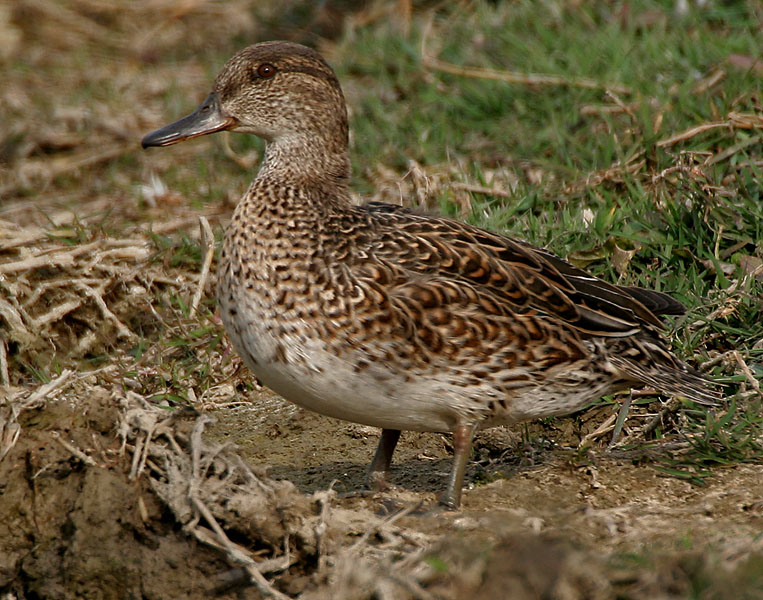
Самка

Селезень в брачном наряде издалека выглядит серым с тёмной головой, желтоватой спиной и светлой полосой вдоль крыла. При ближайшем рассмотрении можно рассмотреть каштанового цвета голову с широкой блестящей тёмно-зелёной полосой, проходящую через глаз, и розоватую с тёмными пятнышками грудь. По краю зелёного пятна, имеющего форму серпа либо большой изогнутой капли, проходит тонкая желтовато-белая полоска, в верхней части выходящая за его пределы и уходящая к разрезу клюва. Центральная часть брюха белая, лопатки, мантия и бока пепельно-серые с тонким поперечным струйчатым рисунком, на груди чёрные каплевидные капли, подхвостье чёрное с жёлтыми пятнами по бокам. У отдыхающей на воде птицы можно увидеть светлую продольную полосу, отделяющую крыло от туловища — эта полоса образована крайними плечевыми перьями, имеющими белое основание и чёрные каёмки. Зеркальце двухцветное — с внешней стороны бархатисто-чёрное, с внутренней зелёное, с ярким фиолетовым и зелёным блеском, сзади окантовано белой, спереди светло-коричневой полосками.
Летом и осенью окраска самца становится более монотонной буровато-серой, что делает его больше похожим на самку. В этот период самца можно распознать по характерному рисунку зеркальца (неизменному в любое время года) и полностью чёрному клюву. Самка в течение года наряд не меняет. Как и у большинства других уток, она имеет покровительственное тёмно-бурое оперение со светло-коричневыми каёмками, несколько более тёмное на кроющих крыла и спине. Отдыхающую самку можно сравнить с миниатюрной самкой кряквы. Голова сверху тёмная серовато-бурая с узкими продольными пестринами, снизу более светлая, почти белая в районе щёк и горла. Низ белёсый. Зеркальцо самки имеет окрас, аналогичный окрасу зеркальца самца, однако оно более узкое, и спереди и сзади окантовано белыми полосками. Молодые птицы похожи на взрослую самку, всё же имея менее контрастное оперение.

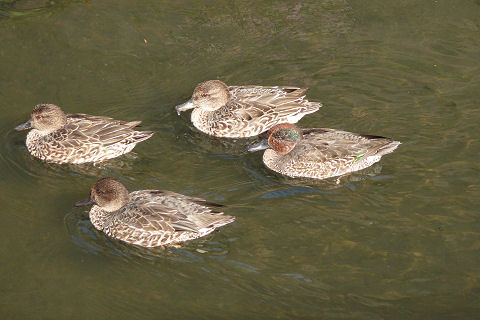
Слева направо: две молодые птицы, самка и самец

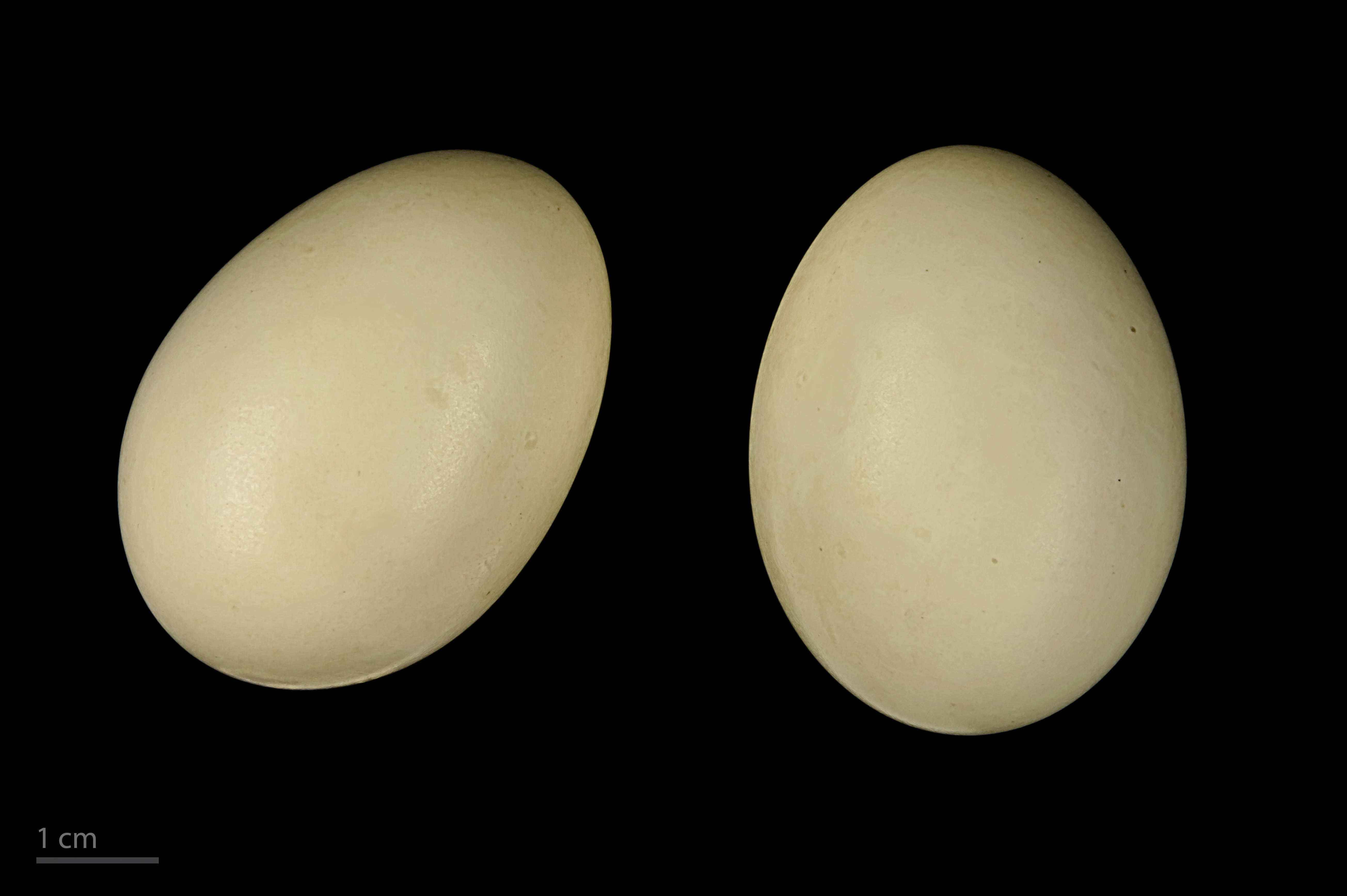
яйцо Anas crecca - Тулузский музеум

Своими небольшими размерами свистунок заметно выделяется среди других уток, за исключением близкого ему чирка-трескунка. В осеннем пере определение этих двух видов может вызвать затруднение. Свистунок более тёмный, имеет тёмно-бурый, а не голубовато-серый верх крыла, светлые пятна по бокам хвоста и двухцветное зеркальце (у трескунка оно одноцветное тускло-зелёное). У американского зеленокрылого чирка, иногда рассматриваемого как подвид свистунка, окантовка зелёного пятна на голове селезня жёлтая и прерывистая, на границе груди и боков развита дополнительная белая полоса, белая полоса по краю крыла отсутствует. Самки американского вида практически неотличимы от самок евразийского.

### Голос
Весенний крик селезня — чистый звонкий свист, несколько похожий на позыв самца шилохвости, однако исполняемый на более высокой ноте. Голос утки — негромкое гнусавое кряканье, во время которого тон постепенно снижается.

## Распространение

### Гнездовой ареал
Распространена в северной части Евразии к западу от Британских островов и Франции. На севере местами достигает арктического побережья, однако отсутствует на Ямале севернее 69° с. ш., на Енисее севернее 71° с. ш., в долине Колымы севернее 69° с. ш. Наиболее западные популяции расположены в Исландии, на Фарерских островах и Корсике, наиболее восточные — на Алеутских островах к востоку до Акутана, островах Прибылова, Командорских, Курильских островах, Сахалине, Хоккайдо и севере Хонсю. На юге ареала гнездится в Малой Азии, Закавказье, в Казахстане к югу до Уральска, Атбасара, Юго-Западного Алтая и Зайсанской котловины, северной Монголии, крайнем северо-востоке Маньчжурии и Приморье.

### Зимний ареал

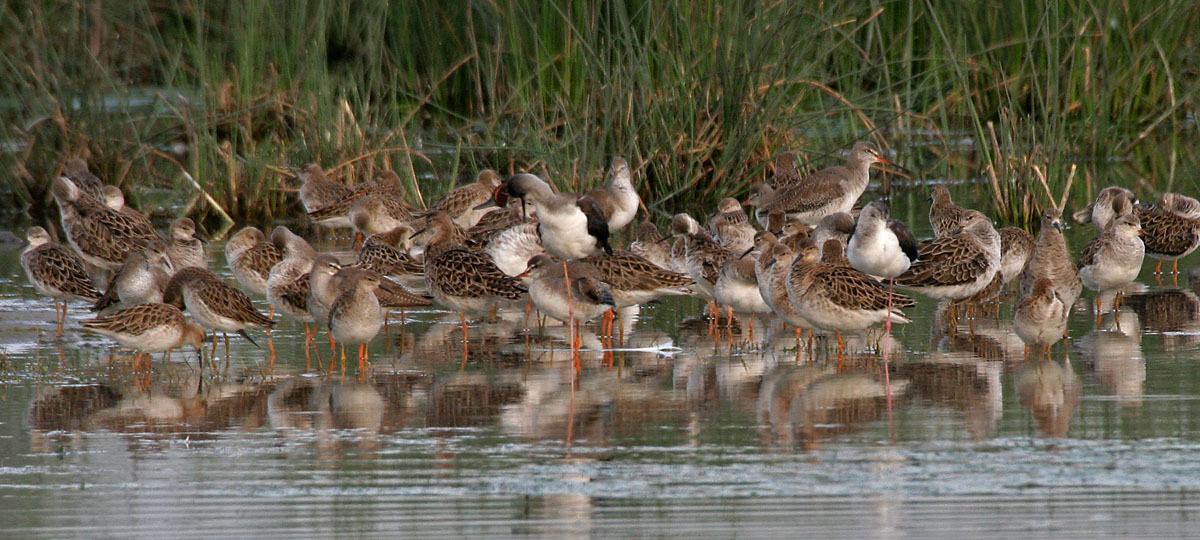
Зимнее скопление чирков-свистунков, а также турухтанов, ходулочников, фифи и травников в районе города Фаридабад (Индия)

В тёплом умеренном климате Западной и Южной Европы гнездовой и зимний ареалы пересекаются. Например, в Великобритании и Ирландии гнездится лишь часть птиц, однако в холодное время года к ней присоединяется большое количество уток, летящих из Исландии. На северо-запад Европы также перемещаются чирки из Скандинавии, Финляндии, Прибалтики, северо-запада России, северной Польши, Германии и Дании. Другие частично оседлые популяции отмечены в Нидерландах, Франции, на Кавказе, в западной части Малой Азии, вдоль северного побережья Чёрного моря, а также на юге Исландии в районе островов Вестманнаэйяр). Процент зимующих в этих регионах птиц варьирует: в суровые зимы он возрастает, а в мягкие наоборот уменьшается.

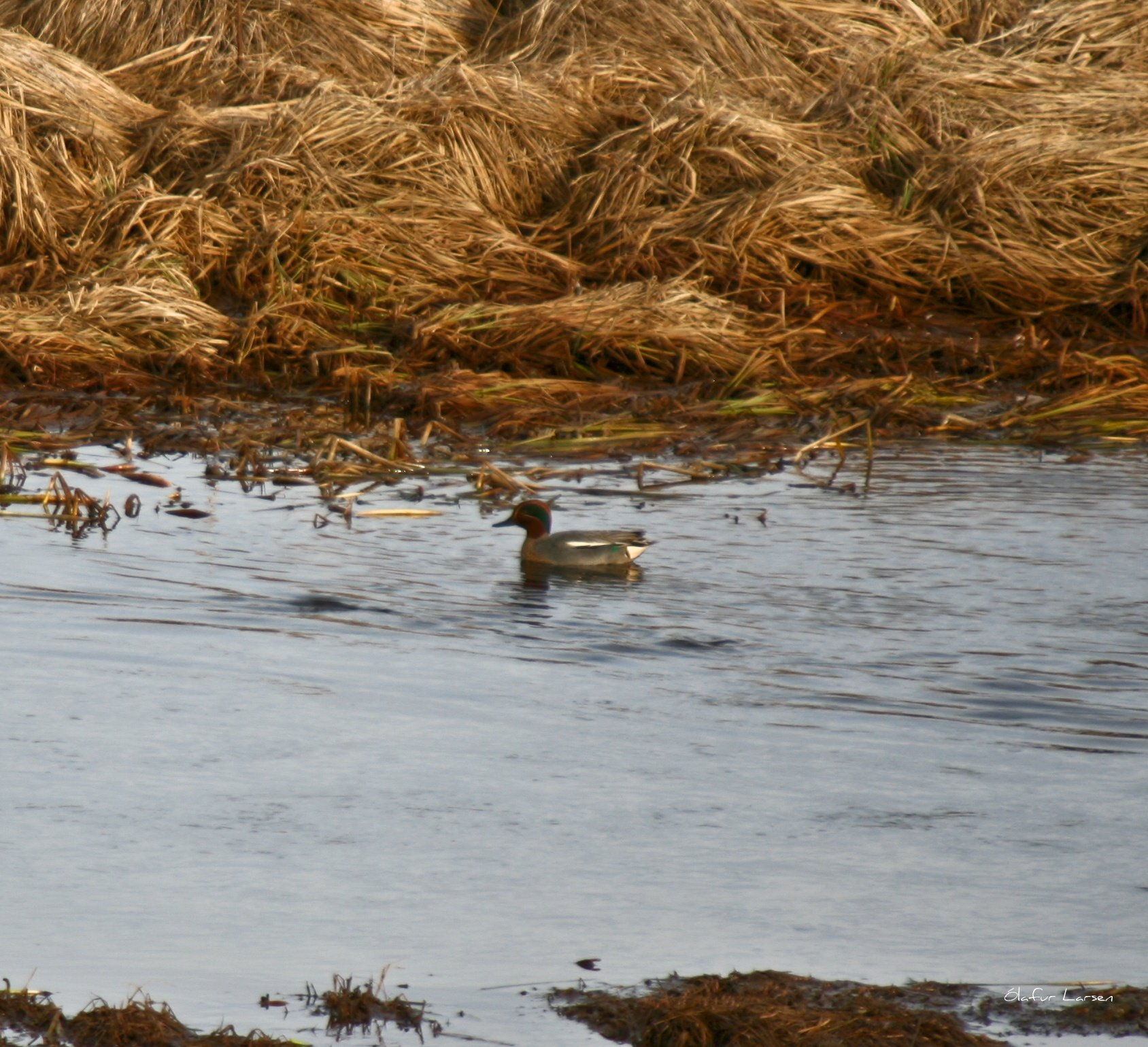
Типичный биотоп свистунка

Большие скопления зимующих свистунков выявлены в Средиземноморье, в том числе на всей территории Пиренейского полуострова (в западном Средиземноморье зимуют утки из Центральной Европы, европейской части России и Западной Сибири, в восточном с Украины, из центральной России и Зауралья)), на северо-западе Африки к югу до Мавритании, в Японии и на Тайване, а также в Южной Азии. Другие важные районы зимовок — долина Нила, Ближний Восток, побережье Персидского залива, горные районы северного Ирана, Южная Корея и страны Юго-Восточной Азии. Изолированные участки отмечены на берегах озера Виктория, в эстуарии реки Сенегал, в болотистой местности в верхнем течении реки Конго, в долине и дельте реки Нигер, в дельте Инда. Случайные залёты зарегистрированы в Заире, Малайзии, Гренландии, на Марианских островах, в Палау и островах Яп. Кроме того, частые залёты чирков наблюдают в Северной Америке вдоль побережий Калифорнии и Южной Каролины.

### Места обитания
Одна из обычных лесных уток, где достигает наибольшей численности. Кроме того, гнездится к северу и к югу от полосы лесов — как в лесотундре и южной части тундры, так и в лесостепи. В сплошной степи появляется редко. В сезон размножения отдаёт предпочтение мелководным тенистым водоёмам с пресной водой и мезофитной растительностью по берегам — мелким озёрам, болотцам, ручьям, поймам рек, старицам. Больших участков открытой воды избегает. В северной части ареала выбирают равнинные ландшафты, в южной наоборот — горные плато с озёрами. Во внегнездовой период часто выбирает аналогичные биотопы, но также селится на заливных полях, водохранилищах, реже морских побережьях с солёной или солоноватой водой, в дельтах и эстуариях рек. В любом случае выбирает участки с поднимающейся из воды растительностью, где находит пропитание и защиту от хищников.

## Питание

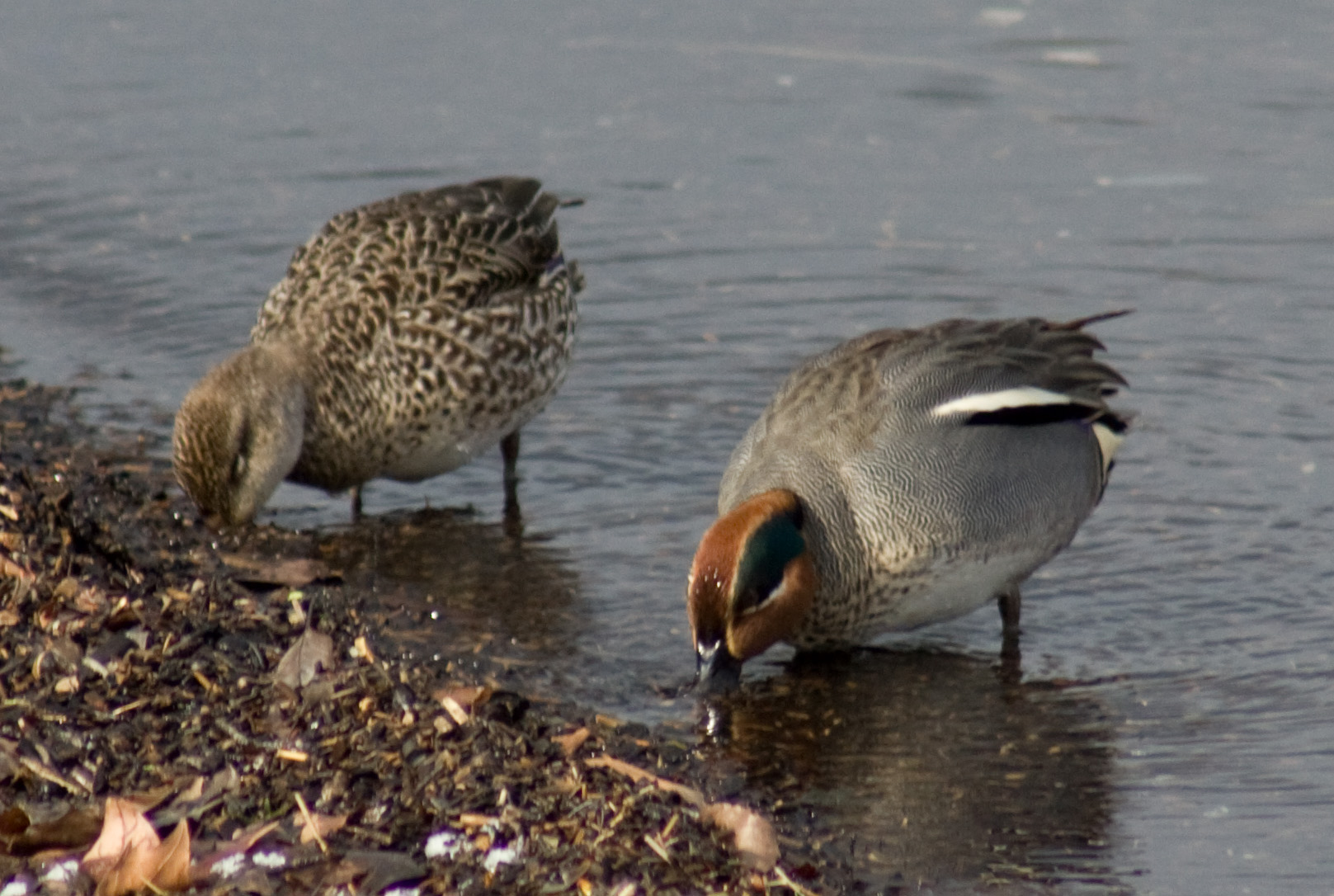
Свистунки находят корм на мелководье

Рацион смешанный: весной и летом преобладают животные корма, осенью и зимой растительные. Из животной пищи кормится моллюсками, червями, насекомыми и ракообразными, из растительной семенами водных растений, травами, осокой, зерном культурных растений (в том числе хлебными злаками и рисом).
Пищу чаще всего добывает на мелководье, перевёртываясь на воде (но не ныряя) и доставая её со дна водоёма, либо собирая корм в иловых отмелях или вязком дне.

## Размножение
Половой зрелости достигает на первом году жизни, однако часть птиц, по всей видимости, приступает к размножению позже. Моногам. Весной утки появляются в местах гнездовий довольно рано, когда на водоёмах только начинают появляться первые участки открытой воды: в начале марта на юге и западе, в первой половине мая на севере. Часть пар образуется ещё в местах зимовок и на пролёте, другая только на месте будущего гнезда. Утки нередко зимуют в более южных широтах, чем селезни, и по этой причине в сезон размножения на юге ареала часто скапливается больше самок, чем самцов, а на севере наоборот — больше самцов, чем самок.

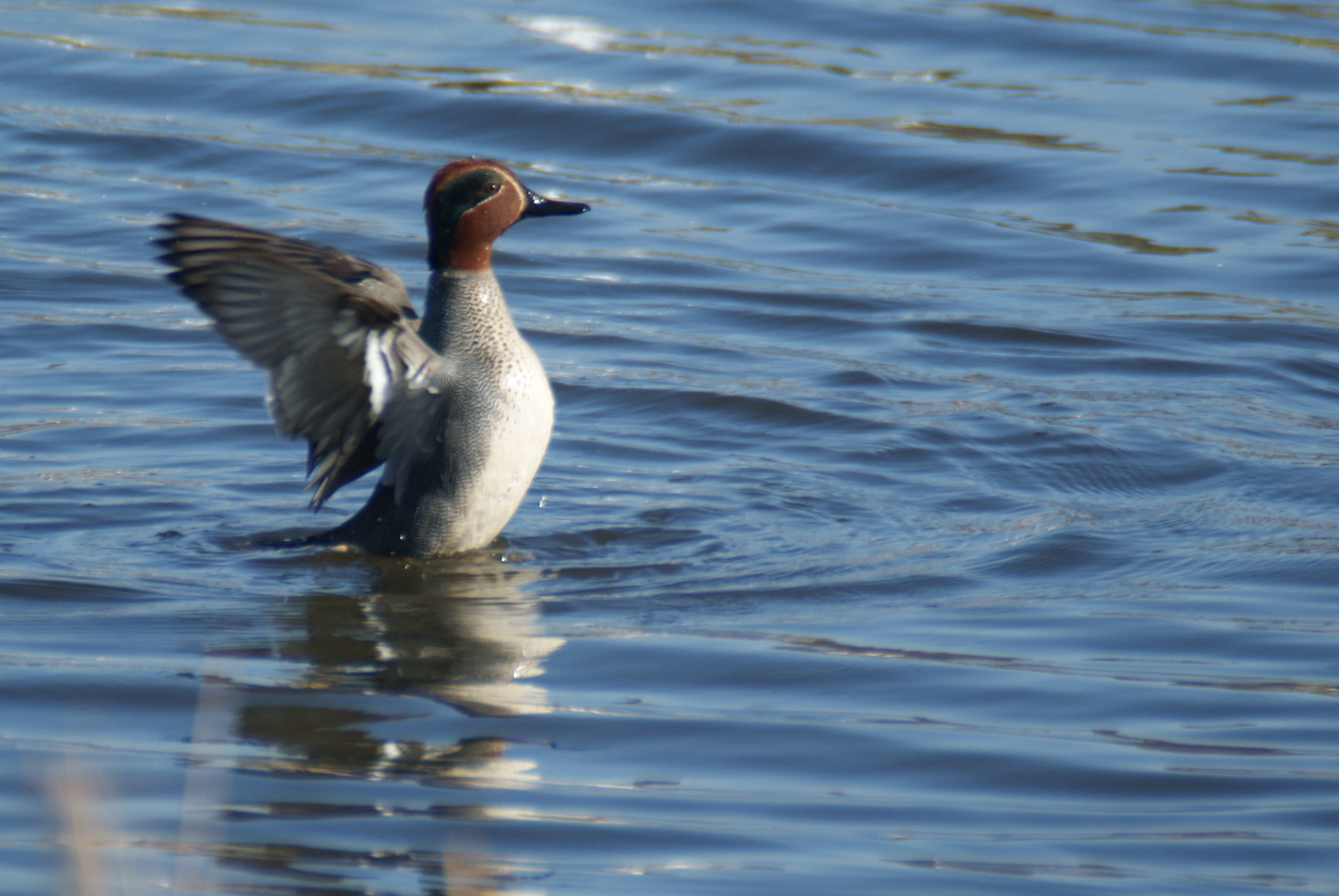
Демонстративная поза селезня

Процесс ухаживания аналогичен таковому у кряквы: селезни начинают токовать по окончании осенней линьки в начале октября и к концу месяца многие из них уже находят своего будущего партнёра. Самцы кружатся вокруг самки с прижатой к туловищу головой и опущенной в воду клювом, иногда резким движением вскидывая голову вверх и издавая резкий характерный свист. При этом в воздух обычно поднимается фонтан брызг. Другое демонстративное поведение — селезень расправляет крыло, демонстрируя зеркальце, запрокидывает за него голову и движением ноготка клюва по нижней поверхности стержня махового пера, издаёт дребезжащий звук. Утка, плавая рядом с самцом, отпугивает воображаемого врага клювом через плечо, и негромко покрякивает. Состоявшаяся пара сохраняет верность друг другу до того момента, когда самка приступает к насиживанию.
Чирки-свистунки гнездятся парами либо небольшими свободными группами. Гнездо часто находится недалеко от воды, но может быть расположено и на значительном, до 500 м, расстоянии от неё (последнее нередко происходит потому, что утка устраивает гнездо возле временной лужи, которая затем высыхает). Оно, как правило, хорошо укрыто густой растительностью — папоротниками, кустами черники или брусники, молодой порослью хвойных деревьев, зарослями ивы, ольхи, либо спрятано под кучей валежника или сучьев. В тундре нередко используется осоковая кочка у ручья или кусты кедрового стланика. Самка лапами выгребает ямку, которую затем выкладывает сухими листьями и травинками, найденными в непосредственной близости от гнезда. Перед началом насиживания по периметру ямки выкладывается пух, который утка выщипывает из своей груди. Диаметр гнезда 150—180 мм, высота бортов над землёй 70—90 мм, диаметр лотка 120—150 мм, глубина лотка около 100 мм.
В кладке обычно 8—11 (в целом 5—16) белых либо слегка желтоватых яиц. Размеры яиц: (41-49) х (30-38) мм. С началом насиживания селезень навсегда покидает самку, сбивается в однополые стаи и отлетает на сезонную линьку. Утка насиживает в течение 21—23 суток, довольно плотно. Появившиеся на свет птенцы покрыты пухом — оливково-бурым сверху и сернисто-жёлтым снизу. С первого же дня жизни они прекрасно ныряют, хорошо бегают по земле и самостоятельно добывают корм. В случае опасности по сигналу самки утята разбегаются и прячутся в траве. В возрасте 25-30 дней птенцы поднимаются на крыло. Максимальный возраст, зарегистрированный в Европе — 21 год и 3 месяца.

## Систематика

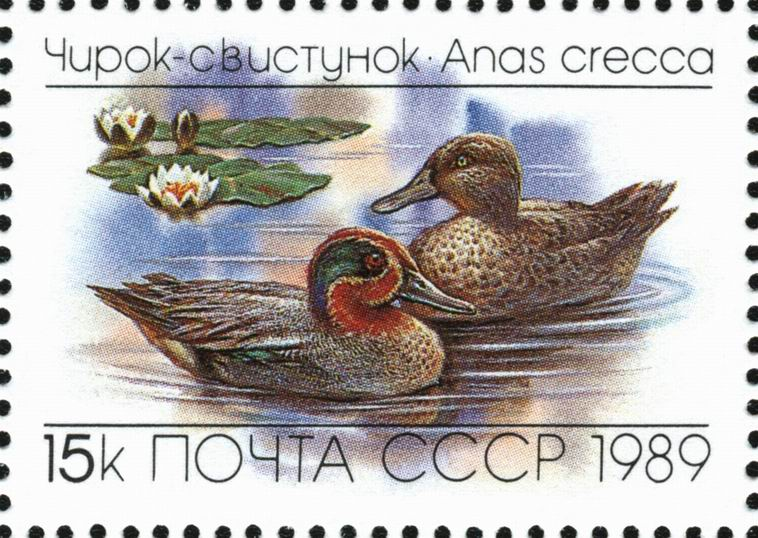
Марка СССР Утки. Чирок-свистунок

Чирок-свистунок принадлежит к группе так называемых «настоящих чирков» — небольших речных уток, близких к крякве и родственным ей видам; последние, по всей видимости, получили своё развитие от этой группы. Вместе с зеленокрылым и желтоклювым чирками образует общий надвид. За исключением номинативного, возможно образует ещё один подвид A. c. nimia, распространённый на Алеутских островах, отличающийся несколько большими размерами.
Некоторые авторы рассматривают северо-американского зеленокрылого чирка в качестве подвида чирка-свистунка, в то время как Всемирный союз охраны природы и международная организация BirdLife International склонны разделять эти виды. Американское общество орнитологов пока не приняло окончательное решение по этому вопросу.
Чирок-свистунок был впервые научно описан шведским врачом и натуралистом Карлом Линнеем в 1758 году в десятом издании его Системы природы. В этом труде Линней определил его как «утку с зелёным зеркалом и белой полосой над и под глазом», а первое упоминание об этом виде можно найти в его более ранней работе «Фауна Швеции» (Fauna Svecica). Видовое название crecca является звукоподражанием крика самца, аналогичное название птицы имеется в ряде европейских языков — шведском («kricka»), букмол («krikkand»), датском («krikand») и немецком («krickente»). Русское название свистунок также относится к способности селезня к характерному свисту.